# Atol d'Addu

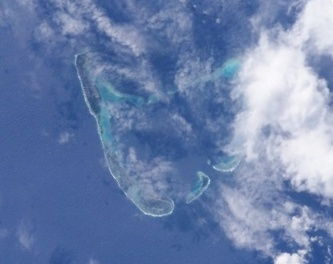
L'atol d'Addu vist des de l'espai.

L'atol d'Addu, anteriorment conegut també com a atol de Seenu, és l'atol més meridional de les Maldives. L'atol d'Addu, juntament amb Fuvahmulah, situat 52,3 km al nord del atol Addu, s'estenen les Maldives a l'hemisferi sud. L'atol d'Addu es troba a 541 km al sud de Malé. Administrativament, l'atol d'Addu conté Addu City, una de les dues ciutats de les Maldives. Addu consisteix en les zones habitades del atol Addu, a saber, les illes naturals de Hulhudhoo, Meedhoo, Maradhoo-Feydhoo, Feydhoo, i Hithadhoo (els districtes d'Addu no estan d'acord amb les illes naturals que el componen). A més de les àrees que s'inclouen com a part d'Addu, l'atol d'Addu té una sèrie d'illes que anteriorment havien estat deshabitades, incloent l'illa de Gan, on es troba l'Aeroport Internacional de Gan, però que avui tornen a tenir població arran del creixement del turisme.

## Geografia i medi
A diferència d'altres atols de les Maldives, Addu posseeix un ancoratge natural dins del mateix conjunt d'illes, ja que l'atol és tancat en forma de triangle per les seves pròpies illes. Això es tradueix a un port natural molt tranquil i segur per als vaixells de mar en tot moment, i no es veu afectada pels canvis estacionals. L'atol posseeix quatre canals que condueixen a la llacuna. Al nord són els Kuda Kandu i Maa Kandu, al sud del Gan Kandu, mentre que l'àmplia Villingili Kandu està al sud-est.
Existeixen característiques úniques a les illes de l'atol Addu. Les illes estan protegides de les tempestes i onades altes de l'oceà Índic per esculls de barrera. Les palmes de coco, l'arbre nacional, són capaços de créixer en gairebé tot arreu a les illes. Hi ha petits llacs, pantans i camps de taro pantanosps a les illes que són úniques quant a la diversitat del país. A més, els xatracs blancs coneguts com la "dhondheeni" pels habitants d'Addu donen a l'atol una certa singularitat, ja que només a les Maldives només es poden trobar a aquest conjunt d'illes.
L'atol d'Addu també posseeix particularment una fauna rica de balenes i dofins, trobant una gran diversitat d'espècies. L'atol d'Addu és l'única àrea a les Maldives que no va ser afectat per la decoloració dels corals mundial de 1998. El sud de les Maldives es va salvar de les principals corrents de "massa calenta" de l'oceà (El Niño); els corals vius i sans comencen a la part superior de giris i thilas (aproximadament 1 metre sota de la superfície) i el pendent cap avall amb l'escull es troba a una profunditat de 30 metres o més.